# Höhenstufe (Geomorphologie)

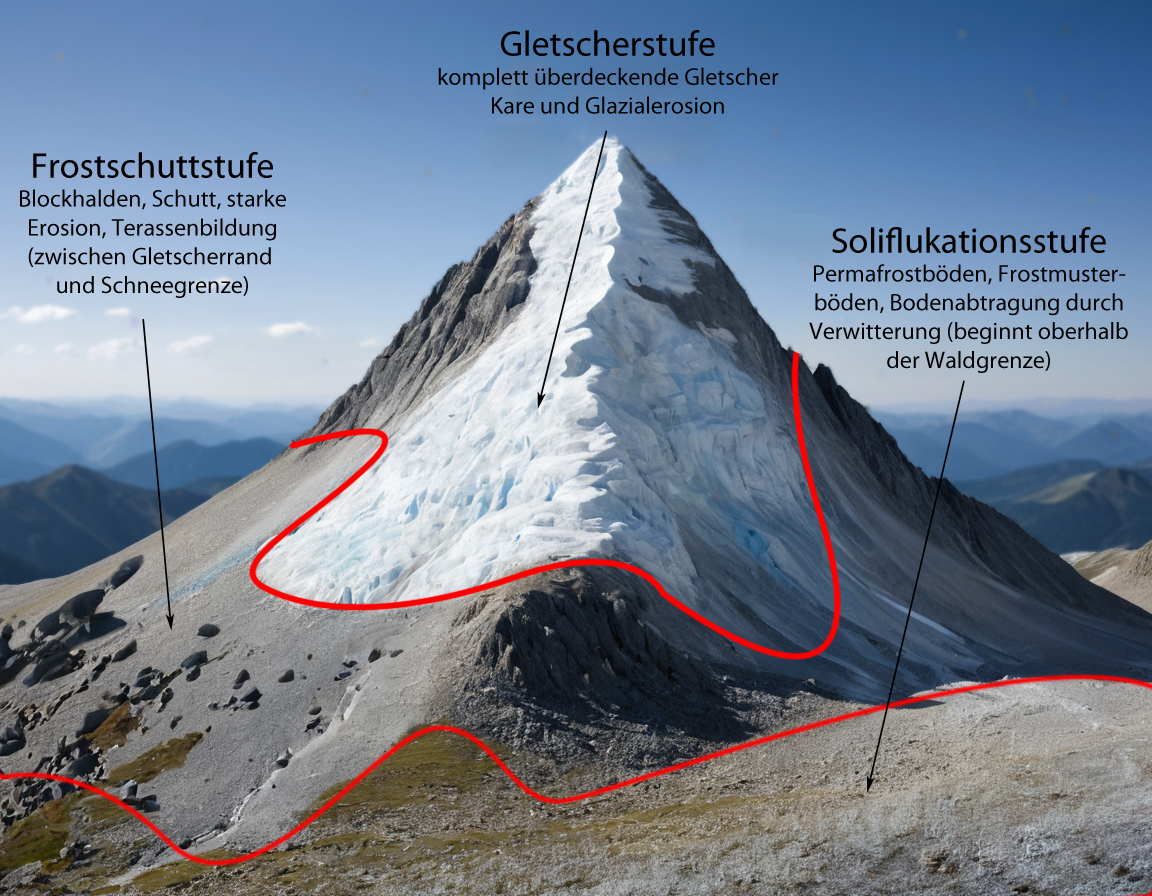

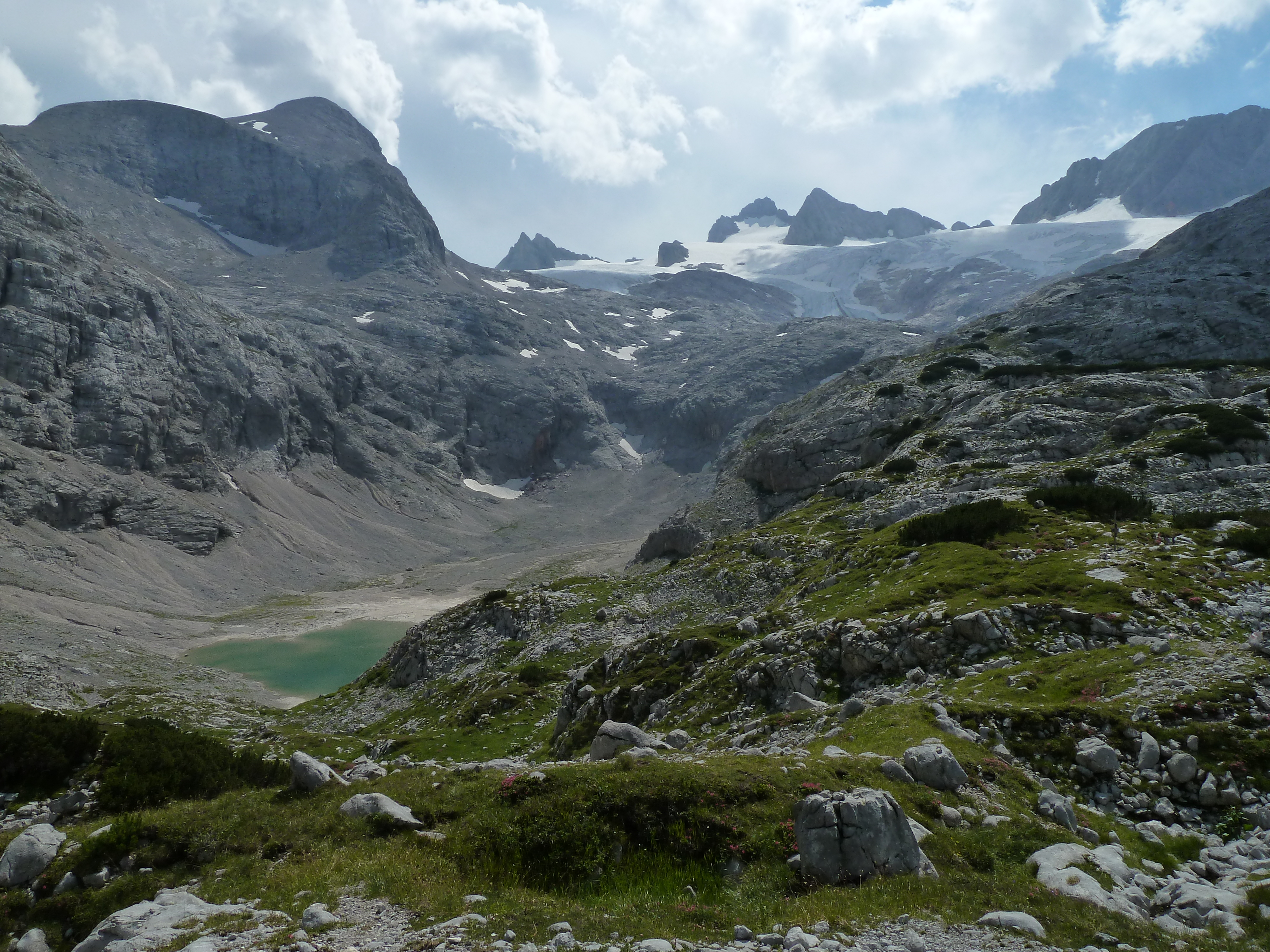
Übergang von der alpinen Vegetationsstufe in die geomorphologisch geprägten Höhenstufen am Dachstein-Gebirge (Österreich)

Als geomorphologische Höhenstufen werden die ausschließlich in Hochgebirgen vorkommenden Bereiche gleichartiger Oberflächenformen bezeichnet, die in einer vertikalen Abfolge übereinander liegen. Sie werden von abiotisch-physikalischen Vorgängen durch ein ausgeprägtes Gebirgsklima verursacht und durch eine Betrachtung des Bodens beschrieben. Die Höhengrenzen richten sich nach den konkreten Verhältnissen; die Vorgänge und die Ausprägung der Stufen sind weltweit vergleichbar.
Allgemein richtet sich die höhenzonale Gliederung von Gebirgen vor allem nach der natürlichen Vegetation und wird in (landschaftsökologischen) Vegetationshöhenstufen beschrieben. Oberhalb der Waldgrenze nimmt jedoch der formbildende Einfluss durch Lebewesen (biochemische Bodenbildung, Durchwurzelung, Aktivitäten von Tieren u.ä.) ab und wird Richtung Gipfel mehr und mehr von klima-physikalischen Faktoren (Temperaturwechsel, Niederschläge, Eis, Wind) bestimmt. Insofern sind vor allem die Höhenstufen über der Waldgrenze geomorphologisch relevant.
Dort werden grundsätzlich drei (beziehungsweise vier) Höhenstufen unterschieden, deren Übergänge zumeist fließend sind und deren Grenzen sich durch Klimaveränderungen (wie die derzeitige globale Erwärmung) im Laufe der Zeit verschieben können.

## „Echte“ geomorphologische Höhenstufen
Von oben nach unten gibt es die glaziale, nivale und periglaziale Höhenstufe. Diese sind in humiden Regionen in vollem Umfang ausgeprägt. In ariden Gebirgen können sie nur ansatzweise oder gar nicht vorhanden sein, da die entscheidenden Faktoren Wasser und Eis weitgehend fehlen.

### Glaziale Höhenstufe

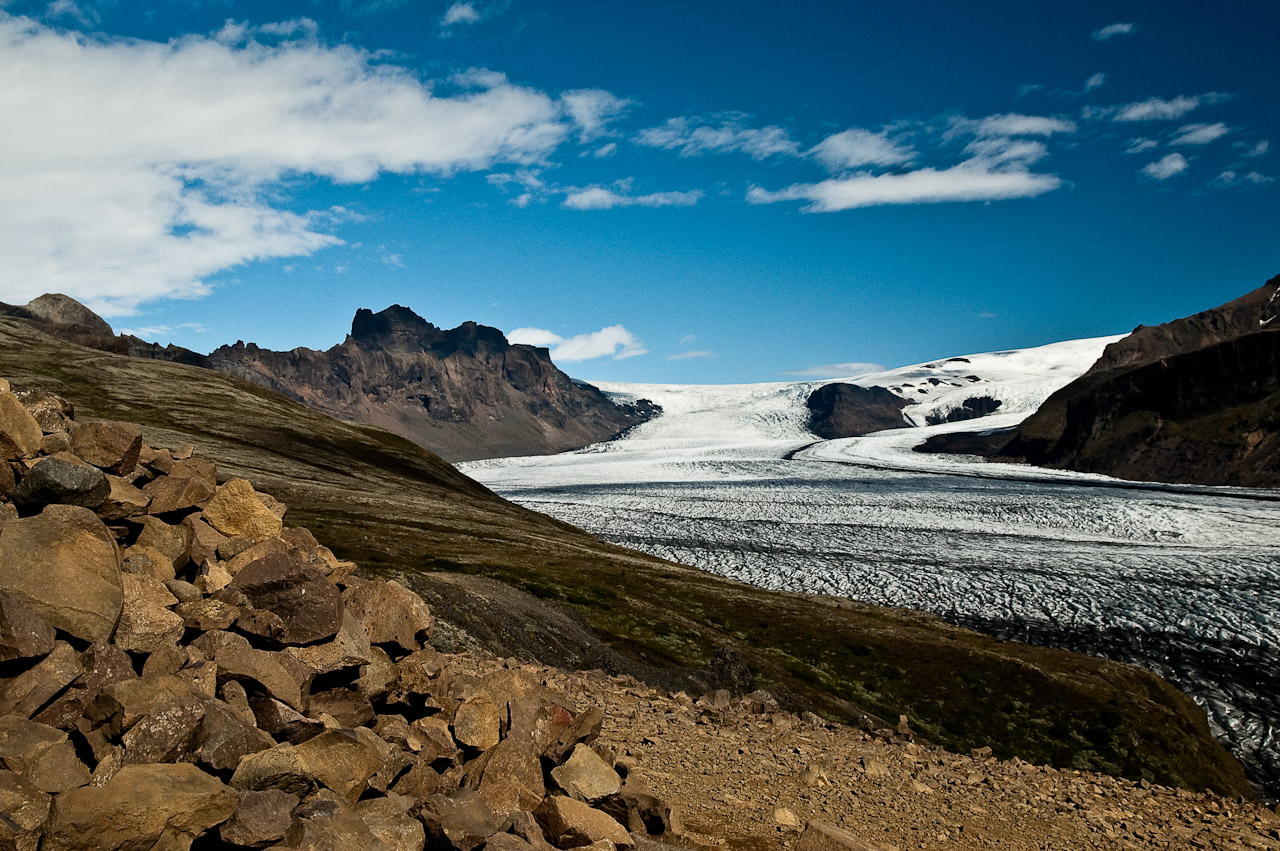
Fließende Eismassen formen das Hochgebirge: Vatnajökull-Gletscher auf Island

Die glaziale oder Gletscherstufe ist (abgesehen von der speziellen „Insolationsstufe“) die oberste Stufe, die nach der vorhandenen beziehungsweise rezenten Vergletscherung bestimmt wird. Sie ist durch räumlich sehr große Formen und das Relief der komplett überdeckenden Gletscher gekennzeichnet. Die Talform der Kare gilt als ihre Leitform. Außerdem ist das Relief durch Formen der vorzeitlichen Glazialerosion (Rundhöcker, Tröge, Trogschultern usw.) geprägt.

### Nivale Höhenstufe
Die nivale oder Frostschuttstufe breitet sich von den Gletscherrändern abwärts bis zur klimatischen Schneegrenze aus. Dort bilden Schneeflecken und Formen der Erosion durch Schnee mit Terrassenbildung neben den Frostschutthalden die dominierenden Landschaftselemente. Im Gegensatz zur tiefer liegenden periglazialen Höhenstufe ist die Landschaft stärker gegliedert und es besteht eine Tendenz zur Zuschärfung der Hänge durch Nivationsprozesse und Runsenbildung.
Die höchste Vegetationsstufe im Gebirge wird ebenfalls als nivale Höhenstufe bezeichnet. Sie umfasst jedoch nach oben auch die Gletscherstufe und wird nach unten nicht durch das Vorhandensein geomorphologischer Erscheinungen begrenzt, sondern durch das Fehlen bestimmter Pflanzenformationen oder -arten. Insofern können die Stufengrenzen je nach Betrachtung auch für das gleiche Gebirge unterschiedlich sein. Auch die Bezeichnung subnival ist ein Begriff aus der Ökologie.

### Periglaziale Höhenstufe

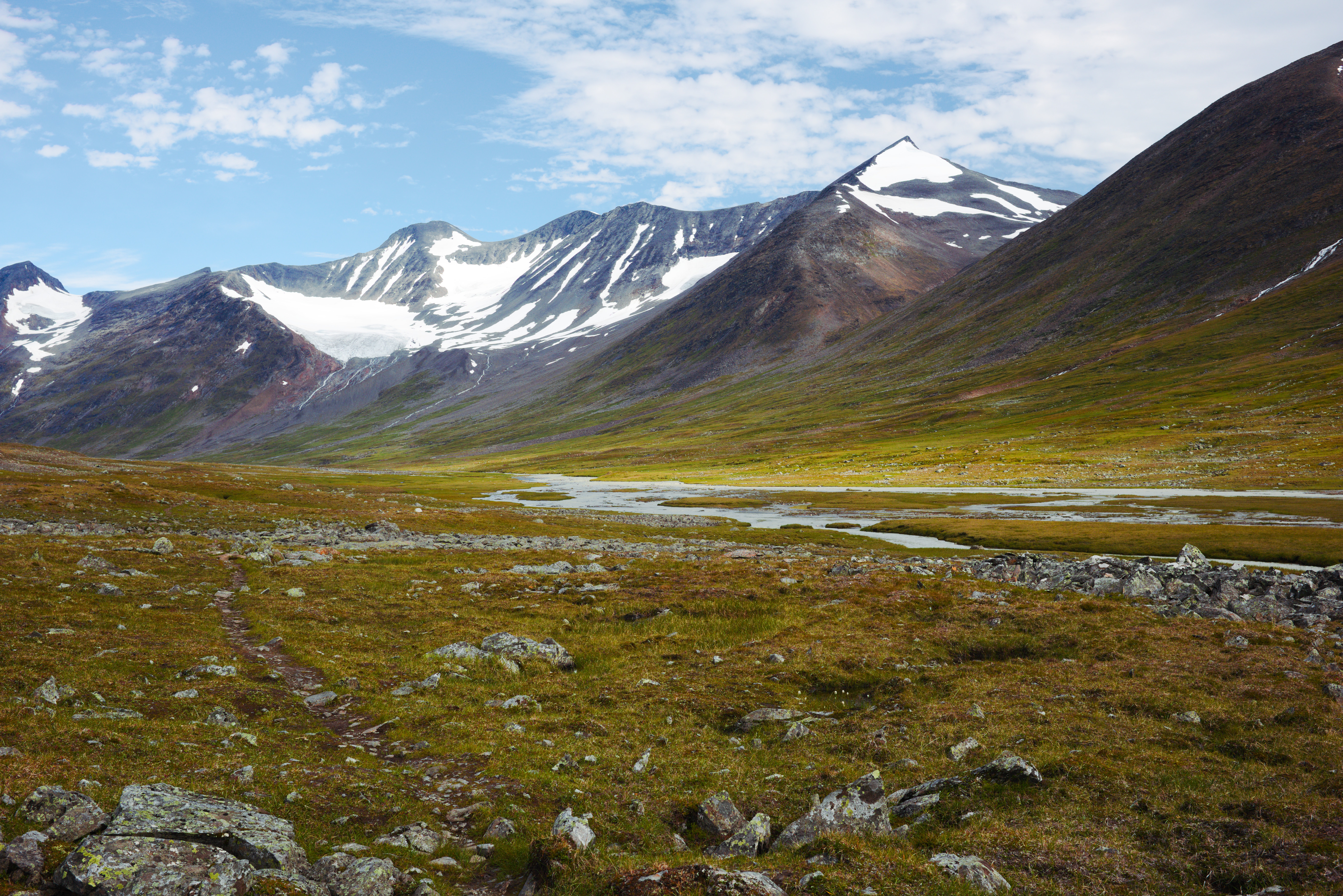
Frostschutt-Felsen bedecken das Fjäll, im Hintergrund ewiger Schnee oberhalb der Schneegrenze: Sarek-Gebirge (Schwedisch Lappland)

Die periglaziale oder Solifluktionsstufe ist die unterste, dominant geomorphologisch geprägte Höhenstufe. Sie ist von einem sanften, gerundeten, ausgeglichenen Relief geprägt, dass durch Bodenfließen über Permafrostböden (Solifluktion) entsteht. Prozesse der frostbedingten Verwitterung – etwa sichtbar als Frostmusterböden – und Bodenabtragung sind formenbestimmend. Da eine starke Durchwurzelung diese Prozesse deutlich verringert, reicht die periglaziale Stufe von der Schneegrenze abwärts bis zur Grenze des Bergwaldes. Ihre Ausprägung ist oft je nach Gestein kleinräumig differenziert. Im Fußbereich von Steilhängen sind Blockhalden zu beobachten.
Vegetationsökologisch beginnt die Solifluktionsstufe in der subalpinen Zone, nimmt die gesamte alpine Zone ein und reicht bis in die subnivale Zone.

### „Insolations-Höhenstufe“
Ohne klare Benennung wird für die Gipfelregionen der Achttausender in Karakorum und Himalaya sowie des Vinson-Massives in der Antarktis eine weitere, vierte geomorphologische Höhenstufe ausgewiesen. Dort findet ausschließlich eine direkte Insolationsverwitterung durch extrem schwankende Temperaturen zwischen −10° und −40 °C täglich statt. Bei diesen Temperaturen sind keine glazialen Prozesse (Umwandlung von Schnee zu Eis, Tauen) mehr möglich.

## Höhenstufen unterhalb der Waldgrenze

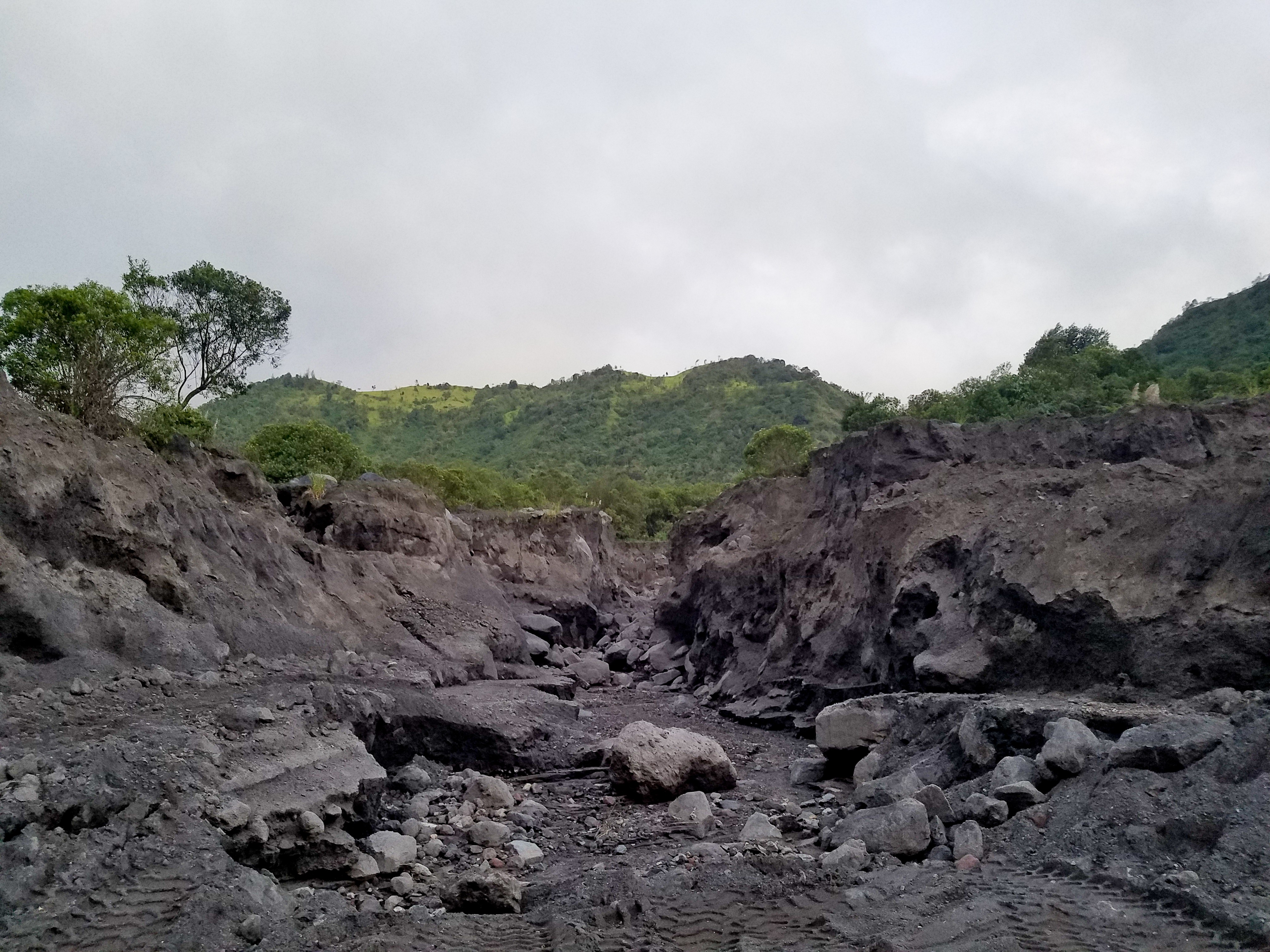
Vom Wasser ausgewaschene Lavarinne in der Bergwaldstufe am Vulkan Tungurahua in Ecuador

Von der Tiefebene bis zur Waldgrenze dominieren die biogenen Faktoren. Geomorphologisch sind dort „nur“ fluviale (durch fließendes Wasser verursachte) oder vulkanische Einflüsse relevant, sodass der gesamte Bereich geomorphologisch nicht weiter untergliedert wird. Es gibt keine einheitliche Benennung. Wenn nötig, werden Aussagen dazu gern von den ökologisch definierten Höhenstufen übernommen.